# 黒田直陣
黒田 直陣（くろだ なおのぶ、生没年不詳）は、戦国時代の武将。通称五左衛門。諱は直陳とも。 於六の方の父  。

## 略歴
駿河今川氏の家臣（後北条氏とも）。
太田氏と黒田氏は先祖が武蔵国出身であり、直陣は太田康資と懇意であったため、その経緯で娘の養儼院は英勝院の部屋子（侍女）になったと考えられる  。